# Francisco Villa, Sinaloa
Francisco Villa är en ort i Mexiko.   Den ligger i kommunen Sinaloa och delstaten Sinaloa, i den västra delen av landet, 1 200 km nordväst om huvudstaden Mexico City. Francisco Villa ligger 42 meter över havet och antalet invånare är 222.
Terrängen runt Francisco Villa är platt. Runt Francisco Villa är det ganska tätbefolkat, med 100 invånare per kvadratkilometer. Närmaste större samhälle är Leyva Solano, 16,8 km söder om Francisco Villa. Trakten runt Francisco Villa består till största delen av jordbruksmark.